# イーゴリ・シムテンコフ
イーゴリ・ヴィターリエヴィチ・シムテンコフ（ロシア語: Игорь Витальевич Симутенков, 1972年または1973年4月3日- ）は、ロシア・モスクワ州、モスクワ出身の元サッカー選手。ポジションはFW。

## 経歴
1972年か1973年にロシアの首都モスクワで生まれた。1981年にモスクワにあるスメナ・スポーツ・スクールでサッカーを始め、ウラジーミル・ロパンディンから指導を受けた。1985年から1989年まではSK EShVSM Moscowで過ごした。1990年、FCディナモ・モスクワと契約しプロキャリアをスタート。1994年、ロシア・プレミアリーグで21得点を叩き出してリーグ得点王に輝き、ロシア年間最優秀サッカー選手賞も受賞した。その後は、セリエA所属のACレッジャーナ1919やスペインのCDテネリフェに在籍をした。2002年、MLS所属のカンザスシティ・ウィザーズへ移籍をし、MLS初のロシア人プレイヤーとなり、3シーズンプレーした。2005年、母国ロシアのFCルビン・カザンへ移籍するも、怪我で1シーズンの出場は1試合15分に留まった。スポルト・エクスプレス紙のインタビューで、ルビンのサポートに感謝の意を表し現役引退を発表したが、その後、ロシア・セカンドディビジョン所属のFCディナモ・ヴォロネジと契約。そこで現役生活にピリオドを打った。
2007年、FCトルペド-RGの監督に就任。2007年から2009年まではロシアU-16代表監督を務めていた。2009年12月中旬、FCゼニト・サンクトペテルブルクのアシスタント・コーチに就任をした。

### 代表
ソビエト時代の1991年にオリンピックソビエト代表として2試合に出場している。
1994年8月17日、オーストリア代表との親善試合でA代表デビューし、この試合で代表初ゴールを記録した。1994年から1998年までの期間に20試合に出場し9得点を挙げた。

## 所属クラブ
- FCディナモ・モスクワ 1990-1994
- ACレッジャーナ1919 1994–1998
- ボローニャFC 1998–1999
- CDテネリフェ 2000–2002
- カンザスシティ・ウィザーズ 2002–2004
- FCルビン・カザン 2005
- FCディナモ・ヴォロネジ 2006

## 個人成績
| シーズン | クラブ                     | リーグ                   | 出場/得点 |
| -------- | -------------------------- | ------------------------ | --------- |
| 1990     | FCディナモ・モスクワ       | ソ連トップリーグ         | 01/0      |
| 1991     | FCディナモ・モスクワ       | ソ連トップリーグ         | 18/3      |
| 1992     | FCディナモ・モスクワ       | ロシア・プレミアリーグ   | 24/4      |
| 1993     | FCディナモ・モスクワ       | ロシア・プレミアリーグ   | 33/16     |
| 1994     | FCディナモ・モスクワ       | ロシア・プレミアリーグ   | 28/21     |
| 1994-95  | ACレッジャーナ1919         | セリエA                  | 15/4      |
| 1995-96  | ACレッジャーナ1919         | セリエB                  | 33/8      |
| 1996-97  | ACレッジャーナ1919         | セリエA                  | 30/6      |
| 1997-98  | ACレッジャーナ1919         | セリエB                  | 19/2      |
| 1998-99  | ボローニャFC               | セリエA                  | 14/3      |
| 1999-00  | CDテネリフェ               | セグンダ・ディビシオン   | 17/1      |
| 2000-01  | CDテネリフェ               | セグンダ・ディビシオン   | 28/3      |
| 2001-02  | CDテネリフェ               | プリメーラ・ディビシオン | 09/0      |
| 2002     | カンザスシティ・ウィザーズ | MLS                      | 19/4      |
| 2003     | カンザスシティ・ウィザーズ | MLS                      | 21/7      |
| 2004     | カンザスシティ・ウィザーズ | MLS                      | 09/1      |
| 2005     | FCルビン・カザン           | ロシア・プレミアリーグ   | 01/0      |
| 2006     | FCディナモ・ヴォロネジ     | セカンドディビジョン     | 17/4      |

### 代表での得点
| # | 開催年月日 | 開催地           | 対戦国           | 結果  | 試合概要                                |
| - | ---------- | ---------------- | ---------------- | ----- | --------------------------------------- |
| 1 | 1994-08-17 | クラーゲンフルト | オーストリア     | ○ 0-3 | 親善試合                                |
| 2 | 1996-02-11 | タ・アーリ       | スロベニア       | ○ 3-1 | ロスマンズ・カップ 1996                 |
| 3 | 1996-02-11 | タ・アーリ       | スロベニア       | ○ 3-1 | ロスマンズ・カップ 1996                 |
| 4 | 1996-05-29 | モスクワ         | アラブ首長国連邦 | ○ 1-0 | 親善試合                                |
| 5 | 1997-02-10 | So Kon Po        | スイス           | ○ 2-1 | カールスバーグ・カップ 1997             |
| 6 | 1997-02-10 | So Kon Po        | スイス           | ○ 2-1 | カールスバーグ・カップ 1997             |
| 7 | 1997-03-29 | パラリムニ       | キプロス         | △ 1-1 | 1998 FIFAワールドカップ・ヨーロッパ予選 |
| 8 | 1997-04-30 | モスクワ         | ルクセンブルク   | ○ 3-0 | 1998 FIFAワールドカップ・ヨーロッパ予選 |
| 9 | 1998-05-30 | トビリシ         | ジョージア       | △ 1-1 | 親善試合                                |

## タイトル

### 個人
- ロシア・プレミアリーグ得点王：1 (1994)
- ロシア年間最優秀サッカー選手賞：1 (1994)